# Lucy Griffiths
Lucy Griffiths (ur. 10 listopada 1986 w Brighton, Anglia) – angielska aktorka.

## Filmografia
| Rok       | Film              | Rola               | Uwagi                                                 |
| --------- | ----------------- | ------------------ | ----------------------------------------------------- |
| 2006      | Ocean dusz        | Rebecca            | odcinek Succubus                                      |
| 2006      | Sugar Rush        | Lettie             | odcinek 2x02                                          |
| 2006–2009 | Robin Hood        | Marian             | 26 odcinków                                           |
| 2009      | U Be Dead         | Bethan Ancell      | film telewizyjny                                      |
| 2009      | Collision         | Jane Tarrant       | 5 odcinków                                            |
| 2010      | Lewis             | Madeline Escher    | odcinek Falling Darkness                              |
| 2010      | The Little House  | Ruth               | 2 odcinki                                             |
| 2011      | Billboard         | Ex                 |                                                       |
| 2011      | Awakening         | Jenna Lestrade     | film telewizyjny                                      |
| 2012–2013 | Czysta krew       | Nora Gainesborough | sezony 5 i 6                                          |
| 2013      | Stacja szyfrująca | Meredith           |                                                       |
| 2014      | Zimowa opowieść   | Matka Petera       |                                                       |
| 2014      | Don't Look Back   | Nora Clark         |                                                       |
| 2014      | Constantine       | Liv Aberdeen       | główna rola; tylko odcinek pilotażowy: Non Est Asylum |
| 2016      | Preacher          | Emily Woodrow      |                                                       |